# Samařsko
Samařsko, Šomron či někdy též Samaří (hebrejsky:  שׁוֹמְרוֹן, Šomron; arabsky: سامريّون, Sāmariyyūn nebo ألسامرة, as-Samara – také známé jako جبال نابلس, Džabal Nablus; řecky: Σαμάρεια) je název označující hornatou oblast odpovídající severní části Západního břehu Jordánu, neboli severní části mezinárodně neuznávaného sedmého distriktu státu Izrael nazvaného Judea a Samaří, který ale zahrnuje jen izraelské osady zbudované na tomto území po roce 1967. Součástí tohoto distriktu je i správní jednotka Oblastní rada Šomron (Samařsko), která ale zaujímá jen menší (severní) část historického regionu Samařsko. Hlavním správním a obchodním centrem Samařska je arabské město Nábulus.
Ze severu je oblast ohraničena Jizre'elským údolím, z východu Jordánským údolím, ze západu Karmelským pohořím (na severu) a Šaronskou planinou (na západu) a z jihu Jeruzalémskými horami. V biblických dobách Samařsko „dosahovalo od (Středozemního) moře po údolí Jordánu,“ včetně Karmelského pohoří a Šaronské planiny. Samařská hornatina není příliš vysoká, zřídkakdy dosahuje nadmořských výšek nad 800 m n. m. Samařské klima je více příznivé než klima jižněji.
Terén je na většině území Samařska prudce zvlněný, s četnými údolími, jimiž protékají nepravidelné toky (vádí), například Nachal Kana, Nachal Te'enim, Nachal Nablus nebo Nachal Alexander.

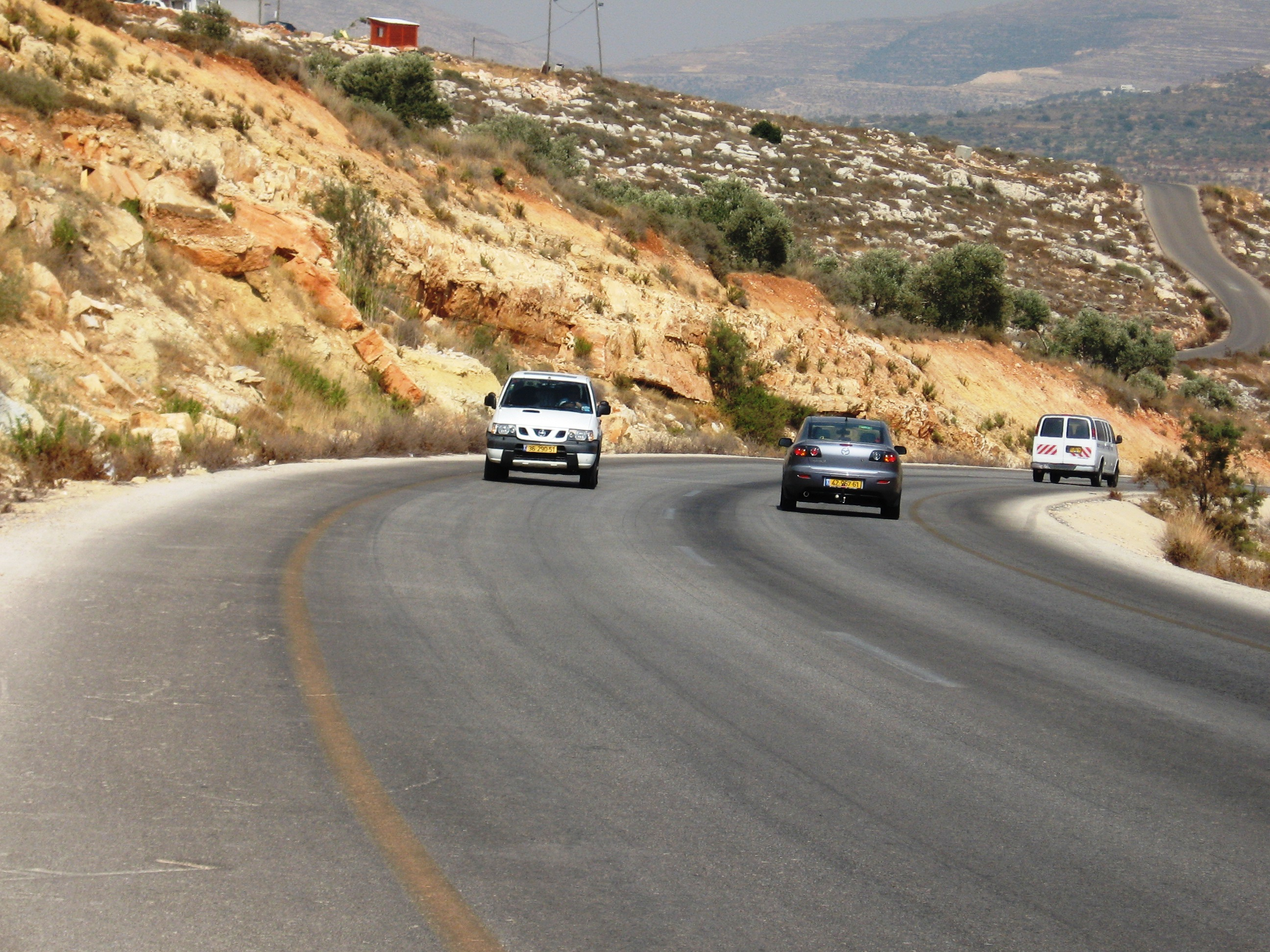
Silnice v Samařsku
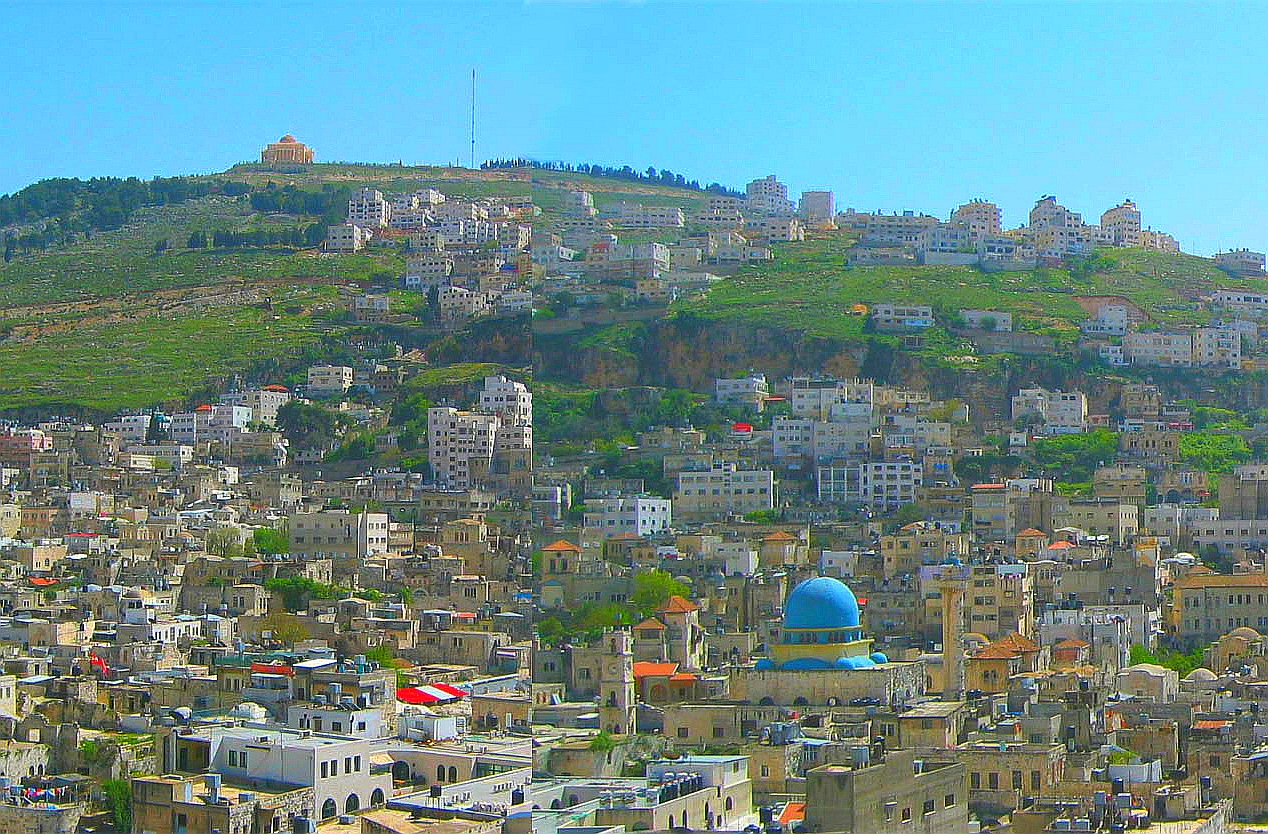
Město Nábulus
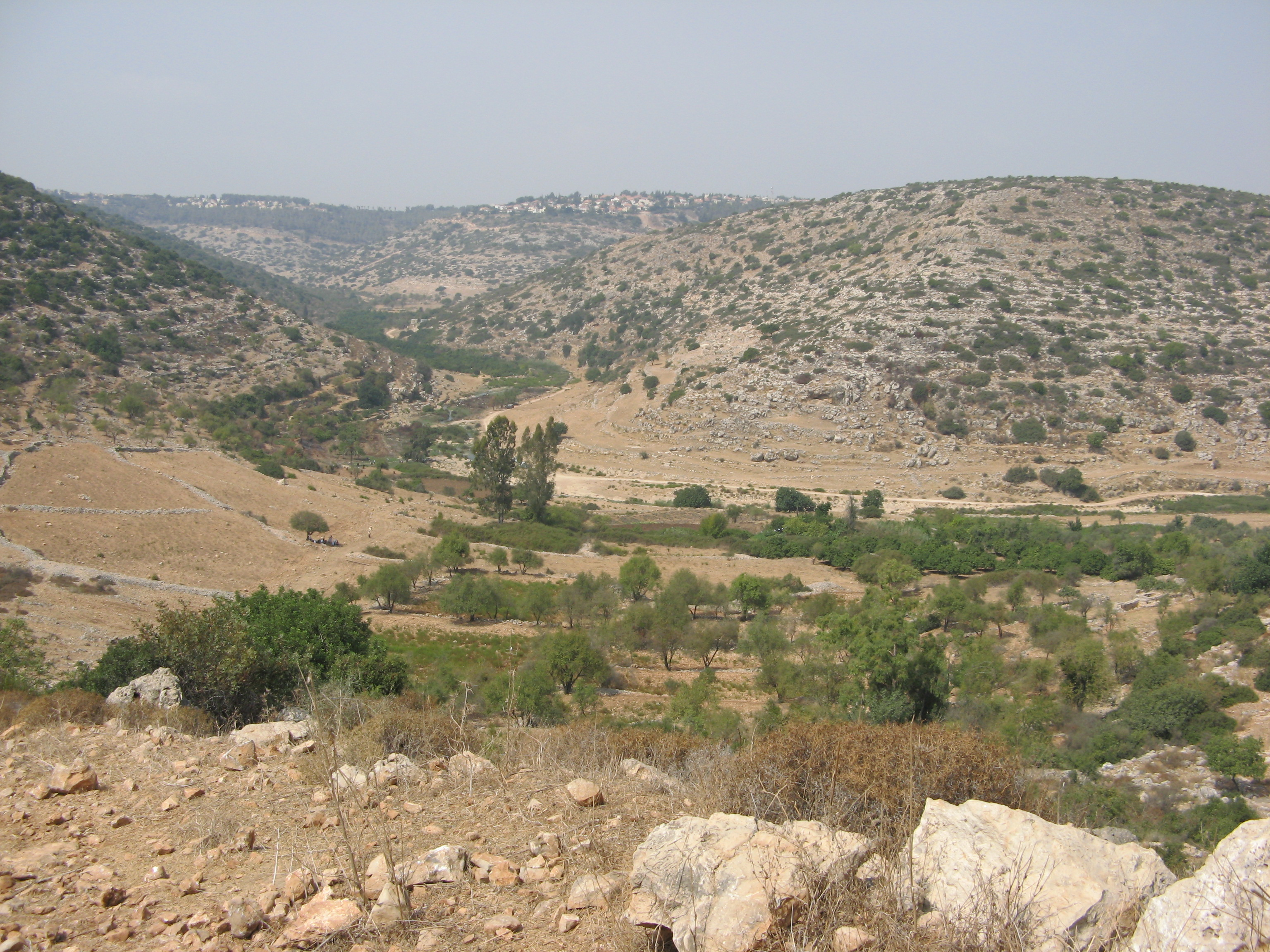
Krajina v Samařsku, údolí Nachal Kana